# Stellwerk Ahlhorn

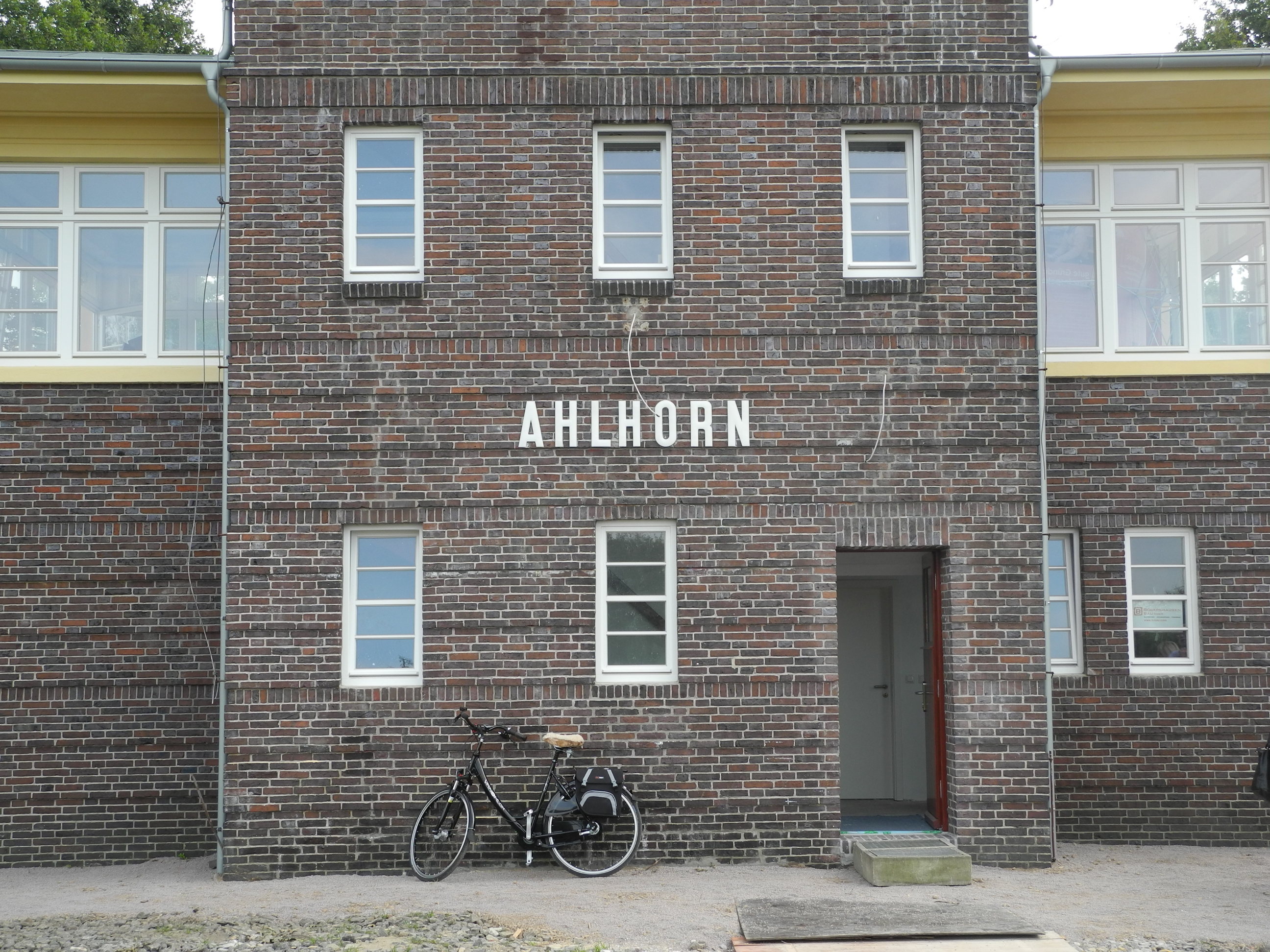
Eingang auf der Westseite zur Strecke Osnabrück–Oldenburg

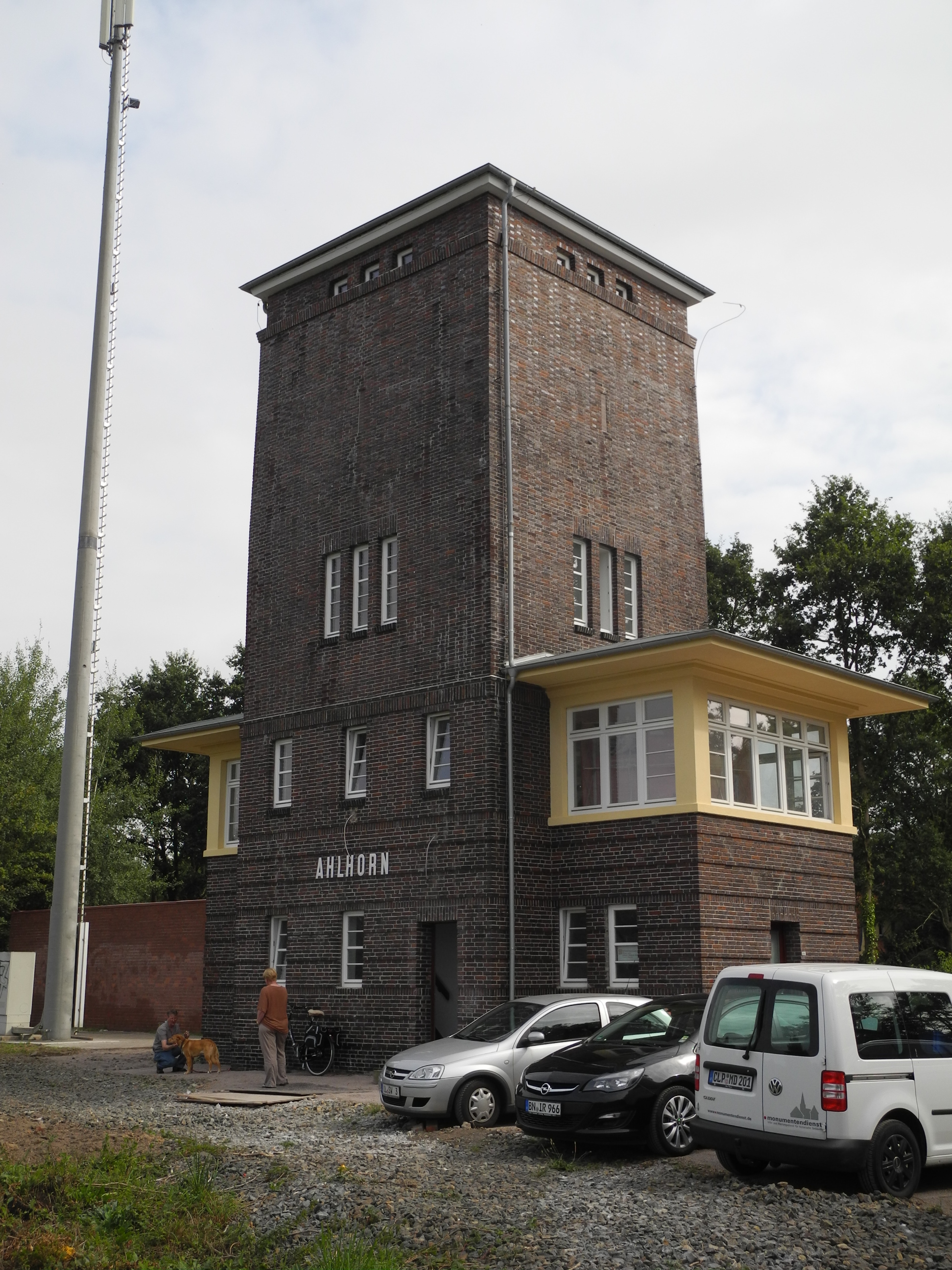
Ansicht von Südwest

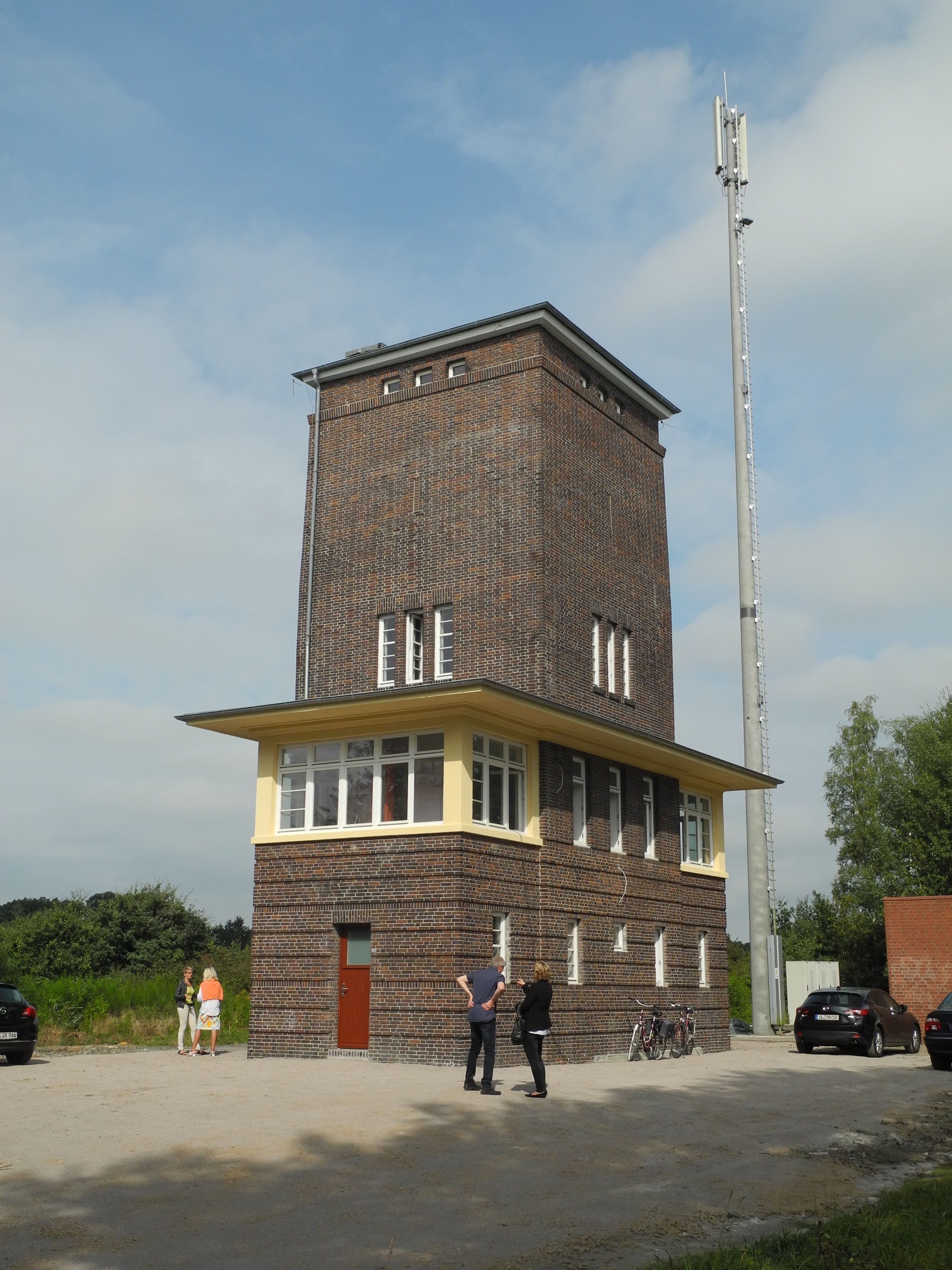
Ansicht von Südost, der graue Mauerstreifen auf Bodenhöhe hinter den Fahrrädern war die Leitungsausführung zur Gruppenablenkung

Das Stellwerk Ahlhorn, kurz As (Ahlhorn Süd) genannt, ist ein ehemaliges Bahnbauwerk, das als Stellwerk und zur Wasserspeicherung für den Bahnhof diente. Seit 1996 steht der Bau unter Denkmalschutz. Er liegt auf dem Südkopf des Bahnhofs Ahlhorn – dem größten Ortsteil der Gemeinde Großenkneten im Landkreis Oldenburg in Niedersachsen – zwischen den Gleisen der Strecke 1502 Oldenburg–Osnabrück und der inzwischen abgebauten Strecke 1561 Ahlhorn–Vechta.

## Geschichte
1875/76 wurde die Bahnstrecke Oldenburg–Osnabrück gebaut, an der Ahlhorn einen Bahnhof erhielt. Ab dem 1. Oktober 1885 zweigte die inzwischen stillgelegte Strecke nach Vechta von der eingangs genannten Verbindung ab. Der Standort entwickelte sich Anfang des 20. Jahrhunderts zu einem wichtigen Eisenbahnknoten. Im Februar 1931 gab die Reichsbahndirektion Oldenburg/O. das ungewöhnliche Dienstgebäude in Auftrag. Es erhielt den Namen Stellwerk Ahlhorn Süd, kurz As.
Diesellokomotiven verdrängten allmählich die Dampflokomotiven. Mit dem technischen Fortschritt wurde der Wasserturm nach 30 Jahren überflüssig.
1990 wurde am Ahlhorner Bahnübergang ein Relaisstellwerk fertiggestellt. Daher wurde das alte Stellwerk nicht mehr benötigt und stillgelegt. Im gleichen Jahr wurden sicherungstechnischen Einrichtungen ausgebaut. 1996 wurde der Bau unter Denkmalschutz gestellt. Das ungenutzte Gebäude fiel Vandalismus zum Opfer. 
Für die DB Netz AG stand Ende 2008 fest, die Bauruine abzureißen. Der Landkreis und die Vertreter der DB vereinbarten, Möglichkeiten für eine Sanierung auszuloten. Im Mai 2009 inspizierte der Monumentendienst das Gebäude und sprach sich für eine Sanierung aus. Ein dafür erstelltes Konzept erwies sich als realisierbar. Es gründete sich ein Trägerverein. 2014 begann die Gesamtsanierung des Technikdenkmals. Das 36 cm starke Ziegelmauerwerk wies Durchfeuchtungsgrade von 100 % auf. Bei der Salzanalyse wurden auffällige Sulfat-Werte gemessen. Finanziert wurde die Sanierung unter anderem von der Deutschen Bahn oder mit über 20.000 Euro gefördert von der Deutschen Stiftung Denkmalschutz. Die Gesamtkosten beliefen sich auf 320.000 Euro.  Am 21. Oktober 2016 fand die Wiedereinweihung statt. Neuer Eigentümer ist der Monumentendienst des Weser-Ems-Gebiets, der es als Büro- und Verwaltungsgebäude nutzt.

## Aufbau
Das Gebäude ist etwa 15 Meter hoch und hat eine Länge von 11,38 und eine Breite von 6,58 Metern.
Das klinkerverkleidete Gebäude ist im Stil der neuen Sachlichkeit konzipiert. Das Stellwerk ist ein querrechteckiger zweigeschossiger Bau, in dessen Mittelachse ein viergeschossiger Turm bündig eingestellt ist. Dominiert wird das Gebäude durch den viergeschossigen Turm in der Mitte. Der Turm erinnert durch seine massive Bauweise an einen Wehrturm. In diesem Mittelteil befand sich das 50.000 Liter fassende Wasserreservoir. Der Wassertank nahm fast die gesamte Turmhöhe ein. Links und rechts liegen zwei Flügelbauten. Diese verfügen über ein pavillonartiges Obergeschoss mit großen Fensterflächen. Den Querbau deckt ein Flachdach. Dieses Obergeschoss ist farblich hell abgesetzt und bildet einen Kontrast zum Klinkerstein. Im ersten Obergeschoss der Flügelbauten befand sich der Arbeitsplatz der Bahnbeamten. Der Zugang erfolgt von der Westseite des Gebäudes.

## Funktion
Die Anlage war ein mechanisches Stellwerk der Bauform Einheit, es diente der zentralisierten Bedienung der Fahrwegelemente wie Weichen und Gleissperren sowie der Signale und der Sicherung der Zugfahrten durch Fahrstraßen und Streckenblock. Die Außenanlagen wurden über Doppeldrahtzugleitungen betätigt. Im Erdgeschoss unter dem Hebelwerk lag der Spannwerksraum. Die Leitungsausführung mit der Gruppenablenkung lag auf der Ostseite.
Das Wasser für das Wasserreservoir wurde von einem 50 m entfernten Brunnen in den Turm gepumpt. Über Rohre gelangte es zu den Wasserkränen auf den Bahnsteigen und von dort in die Wasserkästen der Dampflokomotiven. Die Füllmenge des Wasserbehälters war über eine Apparatur überprüfbar.
Neben den Wasserkränen wurden alle betriebseigenen Dienstgebäude und -wohnungen an diese Wasserversorgung angeschlossen. Der Wasserbehälter blieb bei der Sanierung erhalten und wurde zu einem Wärmespeicher umgebaut.

## Einzigartigkeit
Stellwerkgebäude mit Wasserturm wurden selten gebaut. Im Nordwesten Deutschlands gab es bereits beim Bau nichts Vergleichbares. Nach der Aufgabe der Dampftraktion wurden diese seltenen Gebäude größtenteils abgerissen. Heute ist dieser Gebäudetyp kaum noch vorhanden.

## Trivia
2018 hat die Firma Gebrüder Faller einen Modellbausatz dieses Stellwerk in der Nenngröße H0 auf den Markt gebracht.